# Sèrum amiloide A
El serum amiloide A (SAA) són proteïnes de la família de les apolipoproteïnes associades amb les lipoproteïnes d'alta densitat (HDL) en plasma. Diferents isoformes del SAA són expressades constitutivament (SAA constitutius) a diferents nivells o en resposta a estímuls inflamatoris (SAA de fase aguda). Aquestes proteïnes són produïdes predominantment pel fetge. La conservació d'aquestes proteïnes en vertebrats i invertebrats suggereix que els SAA tenen un paper essencial en tots els animals.